# Andrew Carnegie
Andrew Carnegie (25 tháng 11 năm 1835- 11 tháng 8 năm 1919) là một doanh nhân người Mỹ gốc Scotland và được mệnh danh là Vua Thép. Ông là người giàu thứ 3 trong lịch sử thế giới. Ông là người đã góp phần làm cho ngành công nghiệp sản xuất thép của Hoa Kỳ phát triển mạnh mẽ vào cuối thế kỷ 19.
Carnegie được sinh ra tại thị trấn Dunfermline, Scotland, và di trú tới Hoa Kỳ năm 1848. Từ những công việc đầu tiên là công nhân sản xuất ống chỉ, thợ thông nhà xí tới nhân viên đưa tin. Cuối cùng ông mở ra công ty thép Carnegie, sau đó sáp nhập với công ty thép Elbert H. Gary's Federal và vài công ty nhỏ khác để trở thành Tổng công ty Thép Hoa Kỳ (U.S. Steel) – một trong những công ty thép lớn nhất trên thế giới. Với tài sản từ việc kinh doanh thép mang lại, ông tiếp tục xây dựng nên các công ty lớn khác về tài chính và cả về hoạt động xã hội đặc biệt là trong giáo dục như Carnegie Hall, Carnegie Corporation of New York, Carnegie Endowment for International Peace, Viện Carnegie ở Washington, Đại học Carnegie Mellon và Bảo tàng Carnegie ở Pittsburgh.
Carnegie dành một khoản tiền lớn để xây dựng nhiều thư viện, trường học, trường đại học ở Hoa Kỳ, Anh Quốc, Canada và những quốc gia khác và quỹ hưu trí cho cựu nhân viên về hưu. Theo tạp chí tài chính Forbes, tới năm 2007 tài sản của ông là 298,3 tỉ USD, và ông được coi là người giàu thứ 3 trong lịch sử sau John D. Rockefeller và Mansa Musa.
Ông đã kiếm được những khoản tiền khổng lồ từ ngành công nghiệp sản xuất thép. Những năm 70 của thế kỷ 19, ông sáng lập công ty thép Carnegie và tới những năm 90, công ty trở thành doanh nghiệp lớn nhất và lợi nhuận cao nhất trong ngành công nghiệp. Năm 1901, ông bán công ty cho J.P. Morgan với giá 480 triệu USD. Sau đó ông dành phần đời còn lại hoạt động cho công tác xã hội đặc biệt là thư viện, từ thiện, hòa bình thế giới, giáo dục và nghiên cứu khoa học.
Vua thép Andrew Carnegie, cùng với Đô đốc đường sắt Cornelius Vanderbilt, Trùm dầu mỏ John D. Rockefeller, Nhà tài phiệt J.P. Morgan, và Ông hoàng xe hơi Henry Ford là những người đã góp phần đổi mới công nghiệp dẫn đến sự vươn lên của Hoa Kỳ thành siêu cường quốc trong thế kỷ 20.

## Hình ảnh

Trung học Andrew Carnegie VanguardTrung học Andrew Carnegie Vanguard